# (6050) Миваблок
(6050) Миваблок (лат. Miwablock) — околоземный астероид из группы Амура (III), который был открыт 10 января 1992 года в рамках астрономического проекта по поиску астероидов Spacewatch в обсерватории Китт-Пик и назван в честь аналитика прикладных систем Лаборатории Луны и планет университета Аризоны Мивы Блок (англ. Miwa Block, р. 1972).

Орбита астероида Миваблок и его положение в Солнечной системе